# Constantin Chiriță
Constantin Chiriță (n. 12 martie 1925,Puțul Olarului, comuna Ibănești, Vaslui — d. 14 noiembrie 1991, Königswinter, Germania) a fost un prozator român, scriitor, romancier, scenarist, eseist, politician comunist. Cărțile sale s-au adresat în special tineretului.

## Biografie
Primele șase clase liceale le-a absolvit la  Colegiul Național „Gheorghe Roșca Codreanu” din Bârlad  , ultimele două la București.
A urmat Politehnica din București, dar nu a finalizat studiile. A fost apoi redactor la ziarul Scînteia și muncitor pe șantierul de la Bumbești-Livezeni. Debutează ca scriitor în anul 1949, scrierile sale fiind în parte creații în stilul realismului socialist. S-a remarcat ca romancier și scenarist. A deținut funcția de vicepreședinte al Uniunii Scriitorilor.
A fost redactor la diferite reviste literare (mai ales la Luceafărul și Sportul literar). Scriitor fecund și, deseori, militant politic al timpului (secretar PCR al Uniunii Scriitorilor, 1972–1977, și vicepreședinte al ei, din 1977), a colaborat la diferite reviste literare, sociale și politice din țară. 
Uniunea Scriitorilor l-a premiat de două ori (1964 și 1974).
A fost un eseist virtuoz. În romanele sale pentru adulți a fost preocupat lumea universitară și tehnocrată.
A participat la toate manifestările culturale ale liceului „Gheorghe Roșca Codreanu” și ale Bârladului.
A decedat la 14 noiembrie 1991 în orășelul Königswinter, vecin cu fosta capitală Bonn a RFG.
A fost căsătorit cu Gertrud Gregor, cu care a avut 3 copii: Victor, Diana și Adrian.

## Distincții
- Ordinul Muncii clasa a III-a (10 august 1964) „pentru merite deosebite în opera de construire a socialismului, cu prilejul celei de a XX-a aniversări a eliberării patriei”[8]
- Ordinul „Meritul Cultural” clasa a IV-a (16 decembrie 1972) „pentru merite deosebite în opera de construire a socialismului, cu prilejul aniversării a 25 de ani de la proclamarea Republicii”[9]

## Opera
Constantin Chiriță este autorul unui foarte popular ciclu de romane pentru tineret, intitulat Cireșarii. Titlurile celor cinci volume sunt:
- Cavalerii florii de cireș (numit inițial Teroarea neagră), 1956
- Castelul fetei în alb, 1958
- Roata norocului 1960
- Aripi de zăpadă (numit inițial Teroarea albă) 1961
- Drum bun, Cireșari 1963

Ele au fost ecranizate în anii 1970 ca serial de televiziune, care s-a bucurat de succes. S-au turnat filme după aceste volume, considerate best-seller-uri în perioada comunistă (până astăzi). În întreaga țară s-au înființat cercuri de tineret și cluburi cu numele „Cireșarii” și s-au organizat numeroase expediții și excursii, cu participanți de vârsta cireșarilor și cu caracter științific, o retrăire a aventurilor acestora.
Alături de romanul Toate pânzele sus! al lui Radu Tudoran, „Cireșarii” era unul din romanele favorite ale adolescenților români.